# Château de Beausart

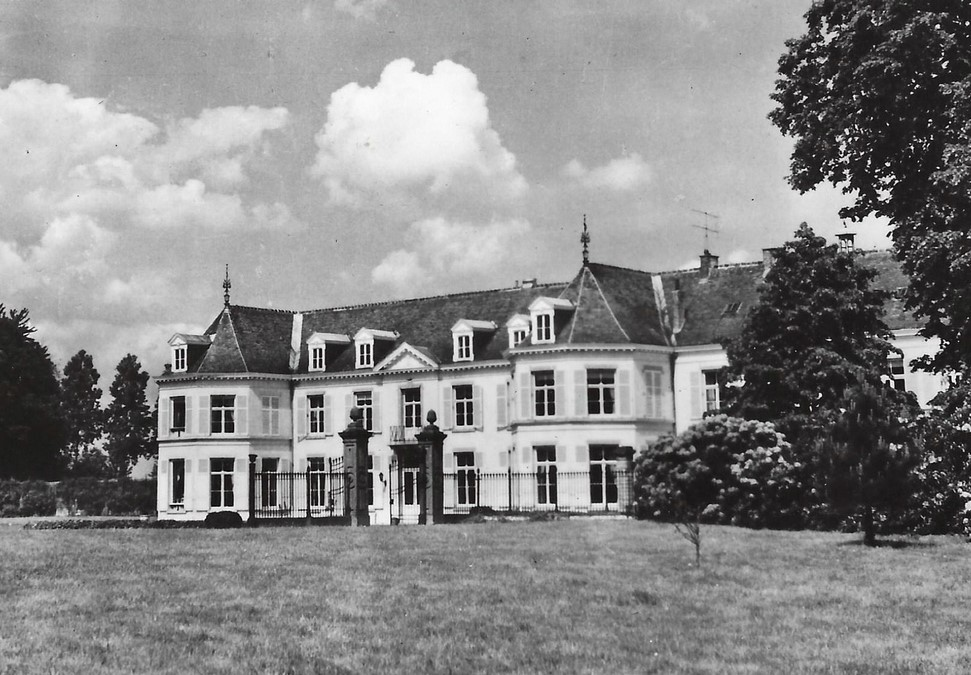

Le château-ferme de Beausart est situé dans le village de Bossut-Gottechain (Grez-Doiceau) en Brabant wallon. Il est situé au cœur d'un domaine exceptionnel composé du château, d'une imposante ferme, d'une chapelle et d'un bois du même nom traversé par le ruisseau "le Beausart ".

## Histoire
L’histoire de Beausart se trouve intimement liée au culte de Sainte-Gertrude. Les premières traces du domaine apparaissent lorsque le chapitre de Nivelles fait don, en 1155, des terres dites de Beausart ainsi qu’une chapelle plus ancienne dédiée à la sainte aux religieuses de l’abbaye d’Aulne. 
Les moines y construisirent alors un prieuré dépendant d’Aulne où vécut une quarantaine de moines cisterciens. La chapelle Sainte-Gertrude est alors devenue un lieu de pèlerinage incontournable qui occasionnait des dommages dans la campagne voisine chaque année, à l’approche de la fête de la sainte. 
C’est pourquoi lorsque l’abbé d'Aulne transforma le prieuré en une ferme, vers 1450, il fit détruire la chapelle pour en construire une nouvelle, toujours dédiée à la sainte, incorporée dans la ferme qui servit alors de chapelle domestique pour les exploitants de la ferme abbatiale.  Bien que considérablement transformée au XIXe siècle, on peut encore y célébrer des messes aujourd’hui. 
Après que les soldats français aient incendié Aulne, Beausart fut vendu, en 1796, à Grégoire van Dormael, dont la fille épousera ensuite le notaire louvaniste Guillaume Roberti. Ce dernier acheta le bois de Beausart à l'État hollandais en 1828. Son fils, le sénateur Jules Roberti, qui hérita du domaine, fit construire le château vers 1864. 
La ferme actuelle quant à elle date principalement de la seconde moitié du XVIIIe siècle.

## Composition

### La ferme
La façade arrière du château clôture la vaste cour pavée rectangulaire de la ferme du côté ouest. À gauche de l'aile ouest (château) ainsi qu'a l'est et qu'au sud, se trouvent des anciennes étables entièrement voutées et symétriques qui datent de 1764-1765. 
À l'est, entourée de deux étables voutées, une imposante grange en briques datée de 1765, la deuxième plus grande du pays.
La ferme est ouverte par un porche-colombier en brique et calcaire gréseux avec un plafond de voussettes en briques, dans le même bâtiment, on trouve l'ancienne brasserie et l'ancienne forge. À gauche du porche se trouve un long bâtiment composé de plusieurs basses pièces voutées dont un remarquable ancien poulailler.
Au nord, se trouve le corps de logis de la ferme, il daterait possiblement de la première ferme construite au XVe siècle tout comme la chapelle Sainte-Gertrude située à sa droite. Le bâtiment est prolongé vers la gauche par des garages pour rejoindre le porche.

### Le château
Faisant face à un parc d’un peu moins de trois hectares et à une vaste cour d’honneur pavée accessible par une drève de tilleuls ouverte sur la cour par des grilles en fer forgé entre des piliers gréseux couronnés d'acrotères en pomme de pin. Le château est divisé en en deux ailes délimitées par deux ailes à cinq pans.  
L’aile principale est composée de cinq travées dont, au centre, l’entrée principale, une double porte mise en évidence par un large pérron sous un discret balcon et un fronton aux armes de la famille Roberti de Winghe. 
L’aile droite est, elle, composée de sept travées dont trois portes simples. Sur le toit, se trouve, au milieu de nombreuses cheminées, une vieille cloche. 
Au sud de cette aile, se trouvent les garages dans les anciennes étables et écuries ainsi que d’autres garages construits plus récemment. 

## Aujourd'hui
L'entièreté du domaine (presque 200 ha aujourd'hui) est toujours propriété de la même famille depuis deux siècles, l'actuel propriétaire est Quentin Roberti de Winghe depuis qu'il en a hérité de son oncle, le baron Paul Roberti de Winghe, en 2016. La ferme est toujours en activité et la famille chasse encore dans le domaine.   